# Polyalthia perrieri
Polyalthia perrieri Cavaco & Keraudren – gatunek rośliny z rodziny flaszowcowatych (Annonaceae Juss.). Występuje endemicznie we wschodniej części Madagaskaru. 

## Morfologia
PokrójZimozielone drzewo.
LiścieMają kształt od odwrotnie jajowatego do lancetowatego. Mierzą 7 cm długości oraz 2,5 cm szerokości. Nasada liścia zbiega po ogonku. Blaszka liściowa jest o tępym wierzchołku. Ogonek liściowy jest nagi i dorasta do 9–10 mm długości.
KwiatySą pojedyncze, rozwijają się w kątach pędów. Działki kielicha mają trójkątny kształt i dorastają do 3 mm długości. Płatki mają podłużnie równowąski kształt i osiągają do 15 mm długości. Kwiaty mają 90 owłosionych owocolistków o podłużnym kształcie i długości 1 mm.
OwoceZebrane w owoc zbiorowy o kulistym lub elipsoidalnym kształcie. Są omszone, osadzone na szypułkach. Osiągają 3–8 mm długości i 3–8 mm szerokości.

## Biologia i ekologia
Rośnie w suchych lasach. Występuje na wysokości do 500 m n.p.m.